# 熊谷事件
熊谷事件（くまがやじけん）とは、1923年（大正12年）9月4日、関東大震災後の混乱の中、埼玉県大里郡熊谷町（現：熊谷市）で発生した朝鮮人殺害事件のこと。流言を信じた群衆や自警団が県南から群馬県へ移送中の朝鮮人数十人を殺害した。

## 事件の経緯

### 県南からの朝鮮人の駅伝護送
関東大震災後の9月3日、埼玉県南部で保護・検束されていた朝鮮人の県外への移送が行われた。移送する朝鮮人の集団を警官と地域の消防団などが囲み、村送りの方法で管理を引き継ぎながら中山道を徒歩で北上し群馬県を目指した。この移送は群馬側との連絡に不備があるまま進行し、先に県境の神流川まで到達した集団は群馬側に通行や引継ぎを拒否された（本庄事件参照）。熊谷事件の被害者を含む集団は、9月3日午後2時に川口を出発し、3日夜に大宮、4日朝に鴻巣を通過した。

#### 吹上停車場での騒動
4日午前11時頃、130名が吹上停車場に至り汽車に乗車しようとしたが、乗客や集まった群衆が騒然となり乗車できなかった。その際に暴行され負傷した朝鮮人2名が歩行に耐えられないとして村役場に送られ、のちに鴻巣警察署に保護された。

#### 久下村・佐谷田村で殺害があったとする証言
久下村・佐谷田村（現：熊谷市）を通過する際、数人の朝鮮人が逃亡して殺害され、村内に埋葬されたという証言がある。震災50周年の日朝協会に呼びかけによる調査によるもので、関東大震災五十周年朝鮮人犠牲者調査追悼事業実行委員会『かくされていた歴史』（1974年）で報告されている。当時の記録にはなく、墓も現存していない。
証言の要約
- 荊原[注釈 4]の堰辺りで1人が逃亡し「トビで引っかけられた」という話を聞いた。殺されたかどうかは聞いていない。（久下 63歳 ）[9]。
- 土手の小段で休憩中に1人が逃亡し元荒川に飛び込んでツルハシで殺害された。蓮池に3,4人が飛び込み戻った1人が十貫目[注釈 5]くらいの石を4，5回ぶつけられて殺害されるのを見た（久下 64歳）[10]。
- 蓮池で2人、久下神社前で1人殺害されていた。久下では7,8人が埋葬されたが墓は残っていない。日射病で死亡したとして埋葬した（久下 58歳）[11]。
- 左富士[注釈 6]近くで逃亡した朝鮮人が1人撲殺された。八町で逃げた1人が元荒川に落ちて殺された（久下 65歳）[12]。
- 熊久橋近くで逃亡した朝鮮人が元荒川に落ちて殺された（佐谷田 74歳）[13]。

久下と佐谷田で一部は自動車（久下でトラック4、5台、佐谷田でT型フォード2台）に乗車して群馬方面へ向かった。本庄町まで到達した朝鮮人は本庄事件に遭難したものと思われる。残された数十人が熊谷事件に遭難した。

### 熊谷町の状況
熊谷は東京方面からの避難者が多く、救援や人捜しで東京へ向かう人々も押し寄せていた。3日頃から流言が広まり、3日夜には駅近くで社会主義者が群衆に襲われる騒ぎが起きていた。自警団は各戸1名が参加したとされ、日本刀・槍・棍棒などを持ち出す人も多かった。4日夜には1万人以上の群衆が町内にいたという。事件直前の9月4日夕方、午後4時19分下り列車の乗客が同町石原に居住していた社会主義者と誤認され引き降ろされる騒動があった。熊谷警察署長の調べで別人と判断され釈放されたが、釈放に反対する群衆が興奮し騒ぎになった。

### 熊谷事件の発生
八丁地内の民家の庭で朝鮮人を休憩させているうちに、町から来た自警団や群衆に囲まれる。朝鮮人の一部は警察が手配した自動車で移送されるが、続けて車両を送り出そうとした際に群衆が騒ぎ出し、車両はかえって危険として残された数十人を徒歩で送り出すことになった。しかし間もなく混乱状態になったという。朝鮮人は縛られ数珠つなぎの状態で町内に連行され、興奮する群衆や自警団によって町内数か所で殺害された。警官も同行していたが制止できなかった。
事件の直後、5，6人の朝鮮人が遅れて久下から到着したが、熊谷町内の事件を目撃した消防団員の警告により引き返し、忍（現：行田）警察署に向かい難を逃れた。

### 被害者について
被害者の多くは東京からの避難者か、自警団などにより検束された朝鮮人と思われるが、氏名などは分かっていない。被害者の中には「自分は朝鮮人ではない、支那の上海だから助けて」と訴えていた人がいたという証言がある。また本庄では蕨から護送されて来た集団から朝鮮人と誤認された日本人3名が解放されており、熊谷事件の被害者中にも中国人や日本人がいた可能性がある。

### 被害者数
熊谷事件として裁判での被害者数は46人。
震災50周年の日朝協会の呼びかけによる調査（関東大震災五十周年朝鮮人犠牲者調査追悼事業実行委員会『かくされていた歴史』1974年）では、新たな証言により熊谷での被害者数が追加され「確認出来た最低数」57人と主張している。また、確認に至っていない数として追加で11 - 22を上げている。
他の推計
- 当時の新聞記事による被害者数は42[26]、43[27][28]、58[29]など。
- 司法省調査「震災後に於ける刑事事件及び之に関連する事項調査書（秘）」の表（大正12年11月15日）によれば「自9月4日夜至5日午前・熊谷八丁地内・（被害者）氏名不詳約十五名・騒擾殺人・十三名を殺害二名を傷害す」とある。[30]
- 吉野作造によれば61人（在日本関東地方罹災朝鮮同胞慰問班の調査による。表から）[注釈 11]。
- 独立新聞12月5日付によれば60人（在日本関東地方罹災朝鮮同胞慰問班の調査による。表から）。

### 裁判
熊谷町での46人の殺害について、加害者35人が検挙され公判に付された。
浦和地方裁判所1923年11月26日判決。被告35名のうち、3名がそれぞれ懲役3年、2年、1年6カ月の実刑。32名が懲役1年6カ月から6カ月、執行猶予2年。
東京控訴院1924年3月10日判決。懲役3年は2年に減刑。他2名は懲役2年執行猶予3年。
大審院1924年5月27日判決。上告を棄却、1名に懲役2年が確定した。

### 埋葬と慰霊
事件後、町内の死体は大原墓地に運ばれ火葬後埋葬された。死体の回収は後に初代熊谷市長となる町の助役新井良作が行ったという。他に線路近くの砂利置場にも死体があったとされ（証言によれば16体）、荒川土手沿いの共同墓地に一旦埋葬された。しかし腐臭が酷くなったため掘り返され火葬に附されたのち改葬された。
大原墓地には、新井良作が熊谷市長をつとめていた1938年に、市内数カ所の寺に分かれ埋葬されていた朝鮮人の遺体が合葬されたことをきっかけとして建立された、朝鮮人犠牲者の供養塔がある。
久下の東竹院には震災2年後に建立の「関東大震災／横死者諸霊」と記された供養塔がある。

## 最近の報道
ジャーナリストの渡辺延志が防衛省防衛研究所史料室で熊谷連隊区司令部報告書「関東地方震災関係業務詳報」を発見した。警察署で保護するために移送されていた四十数人の朝鮮人が「殺気立てる群衆の為めに悉（ことごと）く殺さる」などの記録がある。